# Julius Caesar Scaliger
Julius Caesar Scaliger, Júlio César Scaligero ou Júlio César Escalígero (em italiano:  Giulio Cesare Scaligero ou della Scala, em latim: Julius Caesar Scaliger, nome verdadeiro Giulio Bordone (Riva del Garda, 23 de Abril de 1484 – Agen, 21 de Outubro de 1558) foi um escritor, filósofo e médico italiano.
Era pai do humanista francês de origem italiana Joseph Justus Scaliger, também conhecido como Giuseppe Giusto Scaligero (1540-1609).

## Trabalhos
Em 1531 ele imprimiu sua primeira oração contra Erasmo, em defesa de Cícero e dos ciceronianos (Oratio pro Cicerone contra Erasmum, Paris 1531), descartando Erasmo como um parasita literário, um mero corretor de textos. É notável por sua invectiva vigorosa e, como seus escritos subsequentes, seu excelente latim. Tem sido dito sobre ele, no entanto, que perde o foco do tratado de seu oponente Ciceronianus. Erasmo não respondeu, pensando que era obra de um inimigo pessoal, Meandro. Scaliger escreveu então uma segunda oração (publicada em 1536), também cheia de invectivas. As orações foram seguidas por uma grande quantidade de versos latinos, que apareceram em volumes sucessivos em 1533, 1534, 1539, 1546 e 1547. Este verso apareceu em várias edições, mas foi menos apreciado pelos críticos posteriores. (Um deles, Mark Pattison, concordou com o julgamento de Pierre Daniel Huet, que disse: "par ses poésies brutes et informes Scaliger a déshonoré le Parnasse".) Ele também publicou um breve tratado sobre medidores cômicos (De comicis dimensionibus) e uma obra De causis linguae Latinae (Lyons 1540; Genebra 1580; Frankfurt 1623), em que analisa o estilo de Cícero e indica 634 erros de Lorenzo Valla e seus predecessores humanistas, alegou ser a primeira gramática latina usando princípios e métodos científicos. Ele não publicou nenhuma outra obra puramente literária em sua vida.
Seu Poetices libri septem ("Sete livros sobre Poética", Lyons 1561; Leyden 1581) apareceu após sua morte. Eles continham muitos paradoxos e alguns elementos de animosidade pessoal (especialmente em sua referência a Etienne Dolet), mas também contêm críticas agudas baseadas na Poética de Aristóteles, "imperator noster; omnium bonarum artium ditador perpetuus" ("nosso imperador, ditador para sempre de todas as boas qualidades nas artes"), um tratado influente na história da crítica literária. Como muitos de sua geração, Scaliger prezava Virgílio acima de Homero. Seus elogios às tragédias de Sêneca sobre as dos gregos influenciaram tanto Shakespeare e Pierre Corneille.
Scaliger pretendia ser julgado principalmente como um filósofo e um homem de ciência e considerava os estudos clássicos um meio de relaxamento. Ele era conhecido por seus poderes de observação e sua memória tenaz. Seus escritos científicos são todos na forma de comentários. Não foi até os setenta anos que (com exceção de um breve tratado sobre o De insomniis de Hipócrates) ele sentiu que qualquer um deles estava pronto para publicação. Em 1556 ele imprimiu seu Diálogo sobre o De plantis atribuído a Aristóteles, e em 1557 seu Exotericarum exercitationum ("Exercícios Exotéricos", ou simplesmente Exercitationes) sobre Subtilitate de Gerolamo Cardano. Seus outros trabalhos científicos, comentários sobre Teofrasto' De causis plantarum e História dos Animais de Aristóteles, deixou em um estado mais ou menos inacabado, e eles não foram impressas até depois de sua morte.
Seu trabalho não dá sinais do raciocínio indutivo atribuído ao método científico. Ao contrário de seu contemporâneo Konrad von Gesner, ele não foi conduzido por seus estudos botânicos a um sistema natural de classificação. Ele rejeitou as descobertas de Copérnico. Ele foi guiado por Aristóteles na metafísica e na história natural e por Galeno na medicina, mas não os seguiu acriticamente.
Ele é mais conhecido por seu crítico Exotericarum Exercitationes on Cardan's De Subtilitate (1557), um livro que abordava a filosofia natural e que teve uma longa popularidade. Os Exercitationes exibir conhecimento enciclopédico e observação acurada; mas, como notado por Gabriel Naudé, eles não são perfeitos. Eles tiveram uma influência sobre historiadores naturais , filósofos e cientistas como Lipsius, Francis Bacon, Gottfried Wilhelm Leibniz and Johannes Kepler. Charles Nisar descreveu que o objetivo de Scaliger parece ser negar tudo o que Cardan afirma e afirmar tudo o que Cardan nega. Ainda assim, Leibniz e Sir William Hamilton o reconhecem como o melhor expoente moderno da física e da metafísica de Aristóteles. 

## Obras
- Oratio pro Cicerone contra Ciceronianum Erasmi. 1531
- De comicis dimensionibus. 1539
- De causis linguae latinae libri XIII. 1540
- In duos Aristotelis libros de plantis libri II. 1556
- Exotericae exercitationes de subtilitate adversus Cardanum. 1557
- Poetices libri VII. 1561
- Commentarius et animadversiones in VI libros de causis plantarum Theophrasti. 1566
- De sapientia et beatitudine libri VIII. 1573
- Primi tomi miscellaneorvm De Rervm causis & successibus atq. secretiori methodo ibidem expressa. Colônia 1570
- Aristotelis liber qui X. historiarum (animalium) inscribitur, latine et commentariis. 1584
- Epistolae et orationes. 1600.